# Moskitotetra
Moskitotetra (Boehlkea fredcochui) är en fiskart som beskrevs av Géry, 1966. Moskitotetra ingår i släktet Boehlkea och familjen Characidae. Inga underarter finns listade i Catalogue of Life.